# Várható érték
A várható értéket a matematikai statisztikában használjuk. Feladata a mért értékek populációjának jellemzését egyetlen, azt jól közelítő értékkel leírni. Erre szolgál a számtani közép, illetve az alábbiakban ismertetett várható érték. Kiszámítása lehetővé teszi a súlyozott számtani középarányos kiszámítását és értelmezését folytonos értékkészletű változóknál is. Változóként angol eredetiből származtatva az E betűvel jelöljük (Expectation).

## Leírása
Az {\displaystyle (\Omega ,{\mathcal {A}},\mathbf {P} )} valószínűségi mezőn értelmezett {\displaystyle X} valószínűségi változó várható értéke
{\displaystyle \mathbf {E} (X)=\int \limits _{\Omega }X\,\mathrm {d} \mathbf {P} ,}
amennyiben ez az integrál létezik és véges. Ha nem létezik vagy nem véges, akkor az {\displaystyle X} valószínűségi változónak nincs várható értéke.
Ha {\displaystyle X} eloszlásfüggvénye {\displaystyle F_{X}}, akkor a várható értéket felírhatjuk a következő képlettel:
{\displaystyle \mathbf {E} (X)=\int \limits _{-\infty }^{\infty }x\,\mathrm {d} F(x).}
Az {\displaystyle X} valószínűségi változó várható értékét több módon is szokták jelölni. A szakirodalomban leginkább az alábbi jelölésekkel találkozhatunk:
{\displaystyle \mathbf {E} (X),\;\mathbb {E} (X),\;\mathbf {M} (X).}

## Képlet abszolút folytonos és diszkrét valószínűségi változók várható értékének kiszámítására
Abszolút folytonos és diszkrét valószínűségi változók esetén a fenti képlet konkrétabb, könnyebben számítható formát ölt.
- Ha {\displaystyle X} abszolút folytonos valószínűségi változó (azaz ha van sűrűségfüggvénye, amit most {\displaystyle f_{X}}-szel jelölünk), akkor az {\displaystyle X} várható értékét az

{\displaystyle \mathbf {E} (X)=\int \limits _{-\infty }^{\infty }x\cdot f_{X}(x)\,\mathrm {d} x}
képlet adja meg. Az abszolút folytonos esetben a várható érték pontosan akkor létezik, ha ez az integrál létezik, és véges.
- Ha {\displaystyle X} diszkrét valószínűségi változó, akkor a pozitív valószínűséggel felvett értékek halmaza megszámlálható. Jelölje ezeket az értékeket most {\displaystyle x_{1},x_{2},\dots ,x_{n},\dots }, a hozzájuk tartozó valószínűségeket pedig rendre {\displaystyle p_{1},p_{2},\dots ,p_{n},\dots }, azaz {\displaystyle \mathbf {P} (X=x_{i})=p_{i}}, ekkor {\displaystyle X} várható értékét az

{\displaystyle \mathbf {E} (X)=\sum \limits _{n=1}^{\infty }x_{n}\cdot p_{n}}
képlet adja meg. A diszkrét esetben a várható érték pontosan akkor létezik, ha ez a sor abszolút konvergens.

## A várható érték néhány fontosabb tulajdonsága
- Nem negatív valószínűségi változó várható értéke – amennyiben létezik – szintén nem negatív, azaz, ha {\displaystyle X\geq 0}, akkor {\displaystyle \mathbf {E} (X)\geq 0}.

- A várható érték lineáris leképezés az azonos valószínűségi mezőn értelmezett valószínűségi változók terén, azaz ha {\displaystyle X} és {\displaystyle Y} azonos valószínűségi mezőn értelmezett valószínűségi változók, akkor bármely {\displaystyle a,b\in \mathbb {R} } esetén

{\displaystyle \mathbf {E} (aX+bY)=a\mathbf {E} (X)+b\mathbf {E} (Y).}
(Ez lényegében azon a mértékelméleti összefüggésen múlik, hogy a mérték szerinti integrál a mértéktéren értelmezett mérhető függvény lineáris leképezése.)
- Független valószínűségi változók várható értéke multiplikatív, azaz ha {\displaystyle X} és {\displaystyle Y} független valószínűségi változók, akkor

{\displaystyle \mathbf {E} (XY)=\mathbf {E} (X)\mathbf {E} (Y).}
- Ha {\displaystyle X} abszolút folytonos valószínűségi változó és {\displaystyle g} mérhető függvény, akkor

{\displaystyle \mathbf {E} (g(X))=\int \limits _{\Omega }g(X)\,\mathrm {d} \mathbf {E} =\int \limits _{-\infty }^{\infty }g(x)\,\mathrm {d} F_{X}(x)=\int \limits _{-\infty }^{\infty }g(x)f_{X}(x)\,dx.}